# انیو ماتارلی
انیو ماتارلی (ایتالیایی: Ennio Mattarelli؛ زادهٔ ۵ اوت ۱۹۲۸) تیرانداز اهل ایتالیا است.
وی در مسابقات کشوری و بین‌المللی در مجموع برندهٔ ۳ مدال طلا، ۱ مدال برنز شده‌است.